# Брюнеґ
Брюнеґ — льодовик довжиною в 4 км (станом на 2005 р.), розташований в Пеннінських Альпах у кантоні Вале (Швейцарія). У 1973 році мав площу 6,68 км².